# Eselslohe
Eselslohe (oberfränkisch: Islslou) ist ein Gemeindeteil der Gemeinde Neudrossenfeld im Landkreis Kulmbach (Oberfranken, Bayern). Eselslohe liegt in der Gemarkung Pechgraben.

## Geographie
Die Einöde liegt etwas abseits des Schaitzer Baches, eines linken Zuflusses der Trebgast, an einer Gemeindeverbindungsstraße, die nach Schaitz (0,9 km östlich) bzw. nach Pechgraben führt (1,2 km westlich).

## Geschichte
Der Ort wurde 1561 als „Eysertsrlae“ erstmals urkundlich erwähnt. Das Bestimmungswort ist Eyser, der Familienname des damaligen Hofbesitzers. Das Grundwort lae gibt zu erkennen, dass sich in der Nähe ein Feuchtgebiet befand.
Gegen Ende des 18. Jahrhunderts bestand Eselslohe aus einem Anwesen. Das Hochgericht übte das bayreuthische Stadtvogteiamt Kulmbach aus. Das Stiftskastenamt Himmelkron war Grundherr der Sölde, die zu dieser Zeit unbebaut war.
Von 1797 bis 1810 unterstand der Ort dem Justiz- und Kammeramt Kulmbach. Mit dem Gemeindeedikt wurde Eselslohe dem 1811 gebildeten Steuerdistrikt Neudrossenfeld und der 1812 gebildeten gleichnamigen Ruralgemeinde zugewiesen. Mit dem Zweiten Gemeindeedikt (1818) wurde der Ort in die neu gebildete Ruralgemeinde Pechgraben umgegliedert. Am 1. Januar 1975 wurde Eselslohe im Zuge der Gebietsreform in Bayern in Neudrossenfeld eingegliedert.

### Einwohnerentwicklung
| Jahr      | 001818 | 001861 | 001871 | 001885 | 001900 | 001925 | 001950 | 001961 | 001970 | 001987 |
| Einwohner | 6      | 6      | 6      | 5      | 7      | 7      | 5      | 6      | 5      | 6      |
| Häuser    | 1      |        |        | 1      | 1      | 1      | 1      | 1      |        | 2      |
| Quelle    | [ 8 ]  | [ 11 ] | [ 12 ] | [ 13 ] | [ 14 ] | [ 15 ] | [ 16 ] | [ 17 ] | [ 18 ] | [ 1 ]  |

## Religion
Eselslohe ist evangelisch-lutherisch geprägt und nach Neudrossenfeld gepfarrt. Im 19. Jahrhundert waren die Protestanten zeitweise nach St. Martin (Harsdorf) gepfarrt.